# تاريخ السل

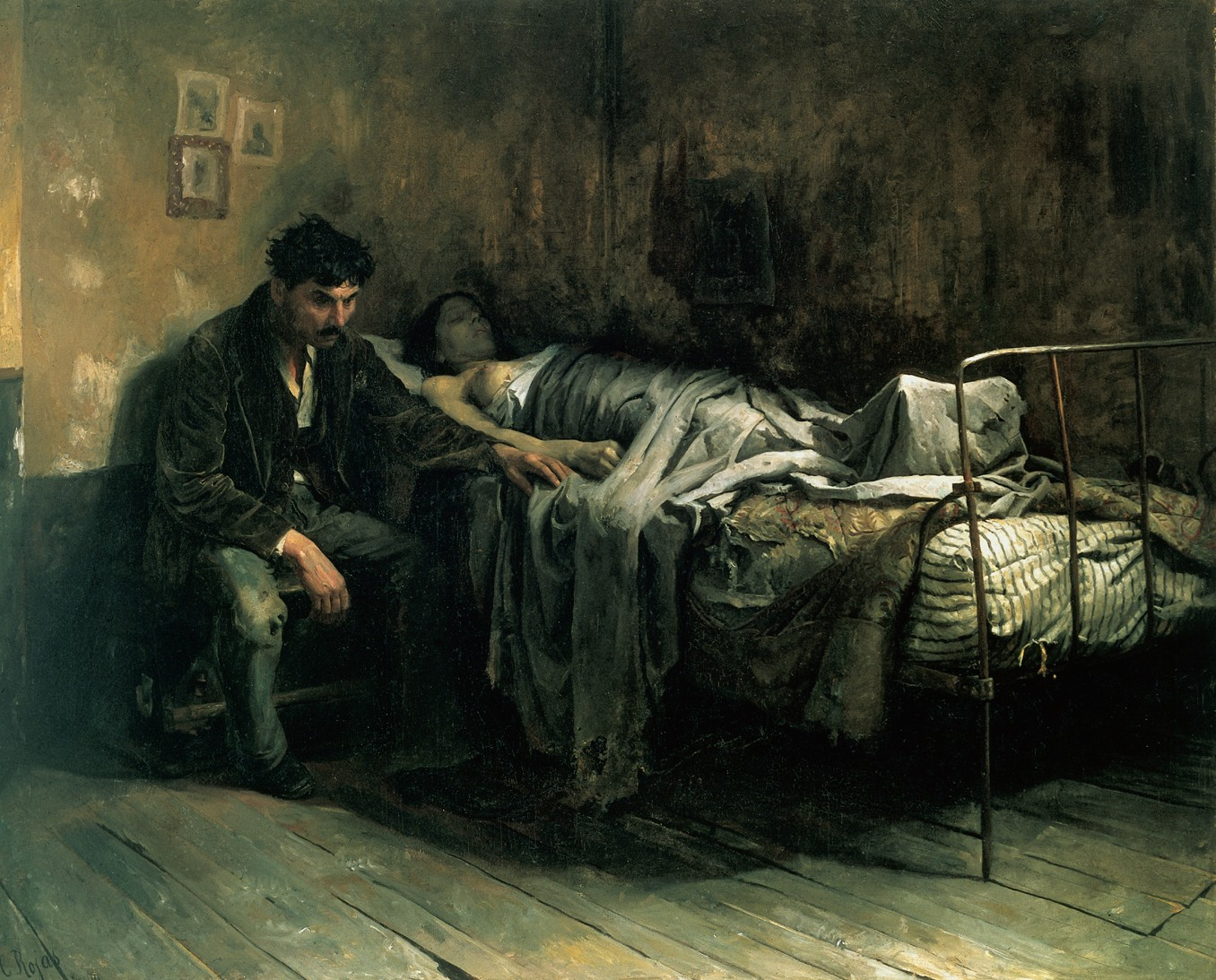
لا ميزريا بريشة الرسام كريستوبال روجاس (1886). كان روجاس يعاني من مرض السل عندما رسم هذا. صور الرسام في لوحته الجانب الاجتماعي للمرض وعلاقته بالظروف المعيشية في نهاية القرن التاسع عشر.

عُرف مرض السل على مر التاريخ بأسماء مختلفة كالتدرن والطاعون الأبيض. يعتقد بنشوء المتفطرة السلية المسببة للمرض من كائنات أخرى أكثر بدائية من جنس المتفطرات، وهذا الأمر مقبول عمومًا.
أجريت في عام 2014 دراسة على الحمض النووي لجينوم سل معاد تركيبه من بقايا بشرية في جنوب البيرو، وقد أشارت نتائجها إلى أن عمر السل البشري أقل من 6000 عام. افترض الباحثون أن البشر حصلوا عليه لأول مرة في إفريقيا منذ نحو 5000 عام. مع ذلك، يوجد دليل على أن أول إصابة بالسل حدثت منذ نحو 9000 عام. انتقل السل إلى البشر الآخرين على مسارات الطرق التجارية، وانتقل كذلك إلى الحيوانات المستأنسة -كالماعز والبقر- في إفريقيا. يعتقد البعض أن فقمات وأسود البحر التي تعيش على الشواطئ الأفريقية أصيبت بالسل، وأنها من نقلته عبر المحيط الأطلسي إلى أمريكا الجنوبية؛ فقد كان الصيادون أول من أصيب بالمرض في تلك المنطقة.

## المنشأ
درست عدة أعمال الأصول التطورية لمعقد المتفطرة السلية، ووجدت أن أحدث سلف مشترك للمعقد كان نوعي للبشر. اقترحت الدراسات خضوع هذا السلف لظاهرة عنق الزجاجة التي يعتقد أنها حدثت منذ 40000 سنة، وهذا يتوافق مع الفترة التي تلت خروج الإنسان العاقل من إفريقيا. اعتمد تحديد تاريخ الظاهرة على تحليل وحدات التكرار المتفطرية المبعثرة. وبناءً على نفس التحليل، وجد الباحثون أن سلالة المتفطرة البقرية بدأت بالانتشار منذ نحو 6000 سنة، وهذا قد يكون مرتبطًا باستئناس الحيوانات وبدايات الزراعة.
عثر الدارسون على البكتيريا في عظام إنسان تعود للعصر الحجري الحديث، ويدعي البعض وجود آفات مميزة لمرض السل في مستحاثات تعود للإنسان المنتصب عمرها 500000 عام، ولكن ما يزال هذا الاكتشاف مثير للجدل.
تشير نتائج دراسة الجينوم المنشورة في عام 2014 إلى أن مرض السل أحدث من ما اعتقد في السابق. تمكن العلماء من إعادة تكوين جينوم البكتيريا من بقايا هياكل عظمية عمرها 1000 عام من جنوب البيرو. وجد الباحثون أن عمر المرض أقل من 6000 عام، وعثروا على صلة وثيقة بينه وبين السلالة التي تصيب الفقمات بالسل. افترض الباحثون أن هذه الحيوانات كانت وسيلة انتقال الفيروس من إفريقيا إلى أمريكا الجنوبية. يعتقد فريق من جامعة توبنغن أن البشر أصيبوا بالمرض في إفريقيا منذ نحو 5000 عام، وأنهم من نقله للحيوانات المستأنسة كالماعز والبقر. يعتقد أن الفقمات أصيبت بالمرض بعد وصولها الشواطئ الأفريقية للتكاثر، وأنها حملته معها عبر المحيط الأطلسي. بالإضافة إلى ذلك، يعتقد بانتشار السل عن طريق البشر عبر طرق التجارة في العالم القديم. قدم باحثون آخرون أدلة أخرى تشير إلى أن عمر بكتيريا السل أكثر من 6000 عام. تختلف سلالة السل الموجودة في البيرو عن السلالة المنتشرة اليوم في الأمريكتين؛ إذ ترتبط الأخيرة ارتباطًا وثيقًا بسلالة أوراسية لاحقة قد يكون المستعمرون الأوروبيون من أحضرها للبلاد. مع ذلك، انتقد خبراء آخرين من هذا المجال تلك النتيجة؛ إذ يوجد دليل على وجود المتفطرة السلية في بقايا هيكل عظمي عمرها 9000 عام.
تتوفر معلومات شحيحة عن تواتر المرض قبل القرن التاسع عشر، ولكن يعتقد أن حدوثه بلغ ذروته بين نهاية القرن الثامن عشر ونهاية القرن التاسع عشر. بمرور الوقت، أعطت ثقافات العالم المختلفة المرض عدة أسماء تصفه جميعها بالمرض المضني المسبب للهزال والدنف، ومن هذه الأسماء: phthisis (اليونانية) و consumptione (اللاتينية) وyaksma (الهندية) وchaky oncay (لغة الإنكا).
ارتفع معدل الوفيات الناجم عن السل بين الشباب ومتوسطي العمر في القرن التاسع عشر بالتزامن مع نهضة الحركة الرومانسية (التي تهتم بالمشاعر أكثر من المنطق)، ولهذا يصف الكثيرون المرض بالرومانسي.

## السل في مهد الحضارة
اكتشفت أدلة على السل في عام 2008 ضمن بقايا بشرية من العصر الحجري الحديث عمرها نحو 9000 عام في عتليت يام، وهي مستوطنة في شرق البحر الأبيض المتوسط. أثبتت وسائل التحليل المورفولوجية والجزيئية صحة تلك النتيجة. يعتبر ذلك أقدم دليل على إصابة السل للبشر حتى الآن.
وجد الدارسون أدلة على إصابة السل للبشر في مقبرة بالقرب من هايدلبرغ في بقايا عظمية تعود للعصر الحجري الحديث. تظهر البقايا تزوي يشاهد عادةً لدى المرضى المصابين بسل العمود الفقري. يصف بعض المؤلفين مرض السل بأنه المرض الأول الذي عرفته البشرية.
عثر على علامات المرض في المومياوات المصرية التي يرجع تاريخ حياتها إلى نحو 3000 و2400 سنة قبل الميلاد. وجد الباحثون المرض في مومياء القس نيسبيرهين التي اكتشفها غريبارت في عام 1881؛ فقد احتوت المومياء على أدلة تشير إلى إصابتها بسل العمود الفقري مع خراجات قطنية مميزة. اكتشفت صفات مماثلة في مومياوات أخرى -كمومياء الكاهن فيلوك- وفي جميع مقابر طيبة، ويرجح أن يكون السل سبب موت أخناتون وزوجته نفرتيتي. تشير الأدلة إلى وجود مستشفيات خاصة بمرض السل في مصر منذ 1500 سنة قبل الميلاد.
وصفت بردية إيبرس، وهي مخطوطة طبية مصرية مهمة كتبت منذ 1550 سنة قبل الميلاد، مرض رئوي مرتبط بالعقد اللمفاوية في العنق. أوصت البردية بعلاج المرض عبر البضع الجراحي للكيسة مع وضع خليط مطحون من نبات السنط السيال والبازلاء والفواكه والعسل والملح مع دم حيوانات وحشرات.
ذكر العهد القديم مرض مضني سيصيب الشعب اليهودي إذا ابتعد عن الله، وهذا مذكور في قسم اللعنات المنزل قبل الدخول إلى الأراضي الكنعانية.

## العصور القديمة الكلاسيكية

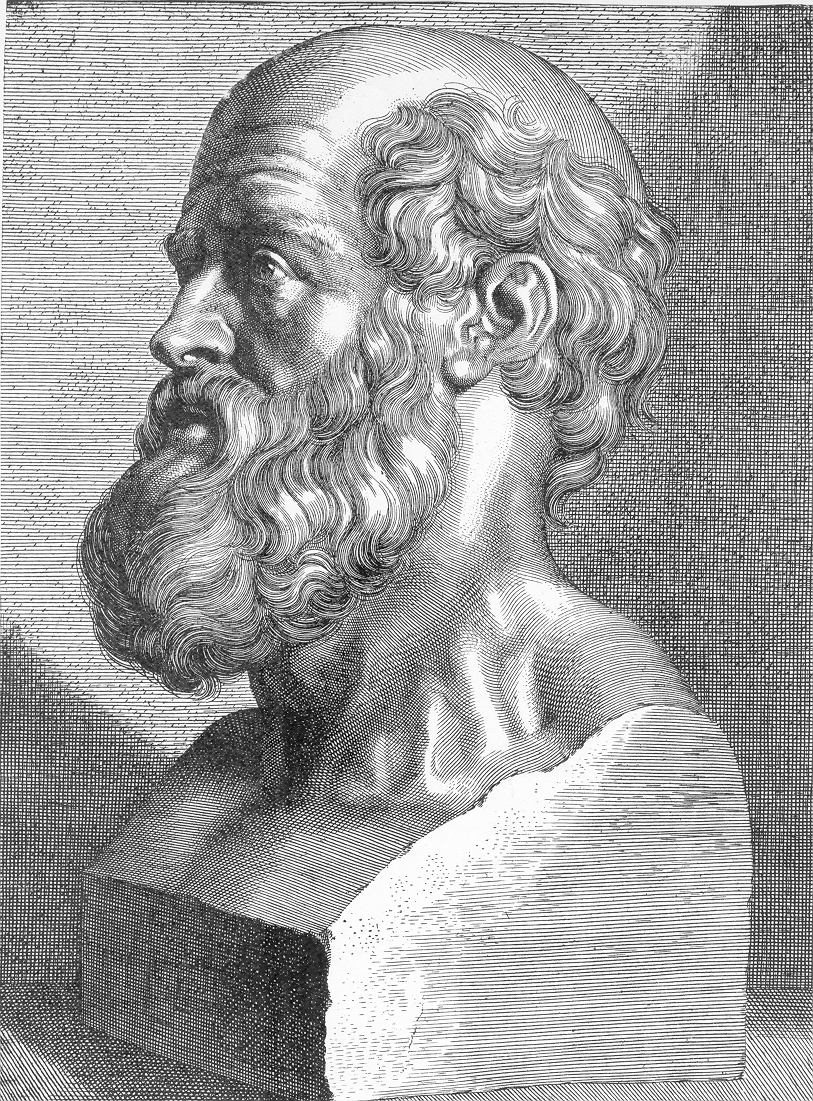
أبقراط.

يصف أبقراط، في كتابه الأول من حول الأوبئة سمات المرض، وشملت الحمى والبول عديم اللون والسعال المنتج لبلغم سميك، وفقدان حس العطش والشهية. أشار إلى أن معظم المصابين أصيبوا بالهذيان قبل أن يستسلموا للمرض. اعتقد أبقراط والعديد غيره آنذاك أن السل الرئوي وراثي في الطبيعة. لم يوافق أرسطو على ذلك، واعتقد أن المرض معدٍ.

كتب بلينيوس الأصغر رسالة إلى بريسكوس يفصل فيها أعراض مرض السل الرئوي كما رآها لدى فانيا:
لازمتها نوب الحمى، وغلب عليها السعال، وباتت في أعلى درجات الضعف والهزال. بلينيوس الأصغر، الرسالة السابعة، 19
اقترح جالينوس سلسلة من التدابير العلاجية للمرض، تضمنت استخدام الأفيون كعامل نوم ومسكن للألم والفصد واتباع نظام غذائي من ماء الشعير والأسماك والفاكهة. وصف أيضًا فيمة (ورم) الرئتين، والذي يُعتقد أنه يتوافق مع الدرنات التي تتشكل على الرئة نتيجة للمرض.
أشار فيتروفيو إلى أن «البرد في القصبة الهوائية والسعال والتهاب الجنب والسل ونفث الدم» كانت أمراضًا شائعة في المناطق التي هبت فيها الرياح من الشمال إلى الشمال الغربي، ونصح ببناء الجدران تحمي الأفراد من الرياح.

كان أرياتيوس أول شخص يصف أعراض المرض بدقة في كتابته باسم أسباب وعلامات المرض المزمن:
صوت أجش ورقبة منحنية قليلًا، والوهن وعدم المرونة المنتشر إلى حد ما مع أصابع نحيلة ومفاصل سميكة، ويبقى شكل العظام وحده طبيعيًا لأن الأجزاء اللحمية مصابة؛ تكون أظافر الأصابع ملتوية، ولبها منكمش ومسطح ... الأنف حاد ونحيل والخدان بارزان ومحمران، تكون العيون جوفاء ولامعة ومتألقة، أما ملامح الوجه متوذمة أو شاحبة أو مزرقة، تستقر الأجزاء النحيلة من الفكين على الأسنان كما لو كان المصاب يبتسم؛ على خلاف الجانب الرمي...
أسباب وعلامات المرض المزمن، أرياتيوس، ترجمة فرانسيس آدمز
في كتابه الآخر علاج الأمراض المزمنة، أوصى بأن يسافر المصابون إلى ارتفاعات عالية، وأن يسافروا عن طريق البحر ويتبعوا نظامًا غذائيًا جيدًا ويشربوا الكثير من الحليب.

## أوروبا: العصور الوسطى وعصر النهضة
خلال العصور الوسطى، لم يُحرز تقدم كبير فيما يتعلق بمرض السل. استمر ابن سينا وابن الرازي في التفكير والاعتقاد بأن المرض معدي ويصعب علاجه. وصف أرنالدوس من فيا نوفا النظرية المرضية التي ترتبط ارتباطًا مباشرًا بنظرية أبقراط، والتي ينزل فيها الخلط البارد من الرأس إلى الرئتين.
خلال العصور الوسطى في المجر، سجلت محاكم التفتيش محاكمات الوثنيين. سجلت وثيقة من القرن الثاني عشر شرحًا لسبب المرض. قال الوثنيون إن مرض السل يحدث حين يدخل شيطان على شكل كلب إلى جسد الشخص ويبدأ في أكل رئتيه. حين يسعل الشخص الممسوس، ينبح الشيطان ويقترب من هدفه، وهو قتل الضحية.

### اللمسة الملكية
كان يُنظر إلى الملوك على أنهم شخصيات دينية ذات قوى سحرية أو علاجية. شاع الاعتقاد بأن اللمسة الملكية، أي لمسة ملك إنجلترا أو فرنسا، تستطيع أن تعالج الأمراض وذلك بفضل حق الملوك الإلهي. أدى الملك هنري الرابع ملك فرنسا الطقوس مرة واحدة في الأسبوع عادةً، وذلك بعد أخذ القربان. باتت ممارسة الشفاء الملكي هذه شائعة جدًا في فرنسا، حتى أصبحت تُعرف باسم «مال دو روا» أو «شر الملك».
في البداية، كانت طقوس اللمس عملية غير رسمية. تمكن الأفراد المرضى من تقديم التماس إلى المحكمة للحصول على لمسة ملكية وكانت تُنفذ اللمسة في أقرب وقت يناسب الملك. في بعض الأحيان، كان ملك فرنسا يلمس الأشياء المنكوبة أثناء جولة المشي الملكية. مع ذلك، تطلب الانتشار السريع لمرض السل عبر فرنسا وإنجلترا عملية لمس أكثر رسمية وفعالية. بحلول عهد لويس الرابع عشر ملك فرنسا، نُشرت لافتات بانتظام تشير إلى الأيام والأوقات التي سيكون فيها الملك متاحًا للمسات الملكية؛ وصُرفت مبالغ مالية كدعم خيري. في إنجلترا، كانت العملية رسمية وفعالة للغاية. في وقت متأخر من عام 1633، تضمن كتاب الصلاة المشتركة للكنيسة الأنجليكانية طقس لمس ملكي. كان الفرد الملكي (الملك أو الملكة) يجلس على عرش مغطى ويلمس الشخص المصاب ويقدم له عملة معدنية، أنجل واحد عادةً، وهي عملة ذهبية تتراوح قيمتها بين نحو 6 شلن إلى 10 شلن، وذلك بضغط العملة على رقبة المصاب.
على الرغم من أن الحفل لم يكن ذا قيمة طبية، إلا أن أعضاء البلاط الملكي روجوا أغلب الأحيان بأن أولئك الذين نالوا اللمسة الملكية قد شُفوا بأعجوبة. أعلن أندريه دو لورينز، وهو كبير أطباء هنري الرابع، عن النتائج التي تفيد بشفاء ما لا يقل عن نصف أولئك الذين نالوا اللمسة الملكية في غضون أيام قليلة. ظلت اللمسة الملكية شائعة في القرن الثامن عشر. لا تتضمن سجلات الأبرشية من أوكسفوردشاير في إنجلترا سجلات التعميد والزواج والوفيات فحسب، بل تشمل أيضًا سجلات أولئك المؤهلين للحصول على اللمسة الملكية.

### العدوى
في كتابه العدوى في عام 1546، أصبح جيرولامو فراكاستورو أول شخص يقترح أن السل الرئوي ينتقل عن طريق فيروس غير مرئي. شملت تأكيداته أن الفيروس يمكن أن يعيش حتى سنتين أو ثلاث سنوات على ملابس المصابين بالمرض وأنه ينتقل عادة عن طريق التماس المباشر أو مفرزات المصابين التي أطلق عليها اسم الأداة الناقلة للعدوى (الوقود). أشار إلى أنه يمكن الإصابة بالسل الرئوي دون تماس مباشر أو مفرزات، لكنه لم يكن متأكدًا من العملية التي ينتشر بها المرض عبر المسافات.

### العملية الطرطيرية لباراسيلسوس
قدم باراسيلسوس فكرة أن مرض السل ناتج عن فشل عضو داخلي في أداء مهامه الكيميائية. حين يحدث ذلك في الرئتين، تتطور رواسب حجرية وتسبب مرض السل فيما أسماه بالعملية الطرطيرية.

## أمريكا قبل كولومبوس
كشفت تقارير دراسة أجريت في أغسطس 2014 أن السل قد انتشر إلى أمريكا الجنوبية عن طريق الفقمات التي أصيبت به على شواطئ إفريقيا ونقلته عبر المحيط الأطلسي. يعتقد أن هذه الحيوانات أصيبت بالمرض بعد انتقاله من البشر إلى الحيوانات المستأنسة. قام فريق من جامعة توبنغن بتحليل الحمض النووي لمرض السل في هياكل عظمية عمرها 1000 عام تعود لحضارة التشيريبايا في جنوب البيرو. استرد الباحثون جزء كبير من المادة الوراثية للبكتيريا، وبذلك تمكنوا من إعادة بناء الجينوم الخاص بها. اكتشف الباحثون خلال هذه الدراسة صلة وثيقة بين سلالة السل التي أصابت البشر آنذاك والسلالة الموجودة لدى الفقمات بشكل خاص. انتشر المرض في أمريكا الجنوبية بين الصيادين أولًا بسبب تعاملهم مع اللحوم الملوثة. تختلف سلالة السل المكتشفة عن السلالة المنتشرة اليوم في الأمريكتين؛ إذ ترتبط الأخيرة ارتباطًا وثيقًا بسلالة أوراسية لاحقة.
قبل هذه الدراسة، اكتشف أول دليل على المرض في أمريكا الجنوبية في بقايا تعود لحضارة الأراواك عمرها 1050 سنة قبل الميلاد. يعود الاكتشاف الأهم إلى مومياء عمرها 700 سنة بعد الميلاد لطفل ناسكاني يبلغ من العمر 8- 10 سنوات من هاسيندا أجوا سالا؛ إذ تمكن العلماء من عزل دليل على العصيات منها.